# Даніель Імбер
Даніель Імбер (фр. Daniel Imbert, нар. 17 грудня 1952 — пом. 15 березня 2016, Катр-Борн) — маврикійський футболіст, який грав на позиції нападника в клубі «Расінг Клуб» з міста Катр-Борн та національній збірній Маврикію.r>

## Біографія
Даніель Імбер народився на Маврикії. У дитинстві разом з матір'ю-медсестрою перебрався до Лондона, де за рекомендацією шкільного тренера він деякий час займався футболом у юнацькій команді клубу «Челсі», проте в родини закінчився дозвіл на проживання у Великій Британії, й Імбер був вимушений повернутися на Маврикій.
Після повернення на батьківщину Даніель Імбер з 1971 до 1983 року грав у складі маврикійського клубу «Расінг Клуб» з міста Катр-Борн. З 1972 року він грав у складі національної збірної Маврикію. У складі збірної Імбер був учасником єдиного для маврикійської збірної фінального турніру Кубка африканських націй 1974 року, на якому став єдиним маврикійським футболістом, який забив гол у фінальному турнірі Кубка африканських націй, а сама збірна припинила виступи після першого раунду. Загалом у складі збірної футболіст грав до 1983 року, та відзначився у її складі 17 забитими голами у 53 матчах.
Після завершення виступів на футбольних полях Даніель Імбер працював у Маврикійському комерційному банку. Помер Даніель Імбер 15 березня 2016 року від інсульту.